# Честаховский, Григорий Николаевич
Григо́рий Никола́евич Честахо́вский (укр. Григорій Миколайович Честахівський; 1820, Новая Прага — март 1893, Санкт-Петербург) — художник, друг Тараса Шевченко и автор воспоминаний о нём.
Честаховский был одним из инициаторов и организаторов захоронения Тараса Шевченко на Чернечей горе возле Канева, а не на Щекавицкой горе в Киеве, где студенты уже выкопали могилу, и не в Качановке, как настаивал Василий Тарновский.

## Биография
Григорий Честаховский родился в семье военного поселенца. В 1841 году он уже был женат и имел четырёхлетнюю дочь Евдокию. В Новой Праге и окрестностях Честаховского знали как умелого иконописца, и им заинтересовался командир кавалерийского корпуса барон Дмитрий Остен-Сакен. На одной из выставок он увидел произведения Григория и отметил его дарование. В это время у Честаховского уже были серьёзные заказы, среди них — иконостас Елисаветградской церкви Святого Владимира. О художнике-самоучке стало известно генерал-губернатору М. Воронцову, который в июне 1842 года обратился к директору департамента военных поселений Клейнмихеля с ходатайством о его поддержке. Д. Остен-Сакен даже написал письмо на имя императора Николая I, после чего царь велел взять Честаховского на службу в главное управление корпуса инженеров военных поселений в Петербурге.
7 декабря 1843 года Честаховский был зачислен свободным посетителем в Императорскую академию искусств. Его обучение и содержание оплачивала Академия департамента военных поселений. Однако это сказалось на семейной жизни Честаховского, так как его жена и дочь оставались жить в Новой Праге.

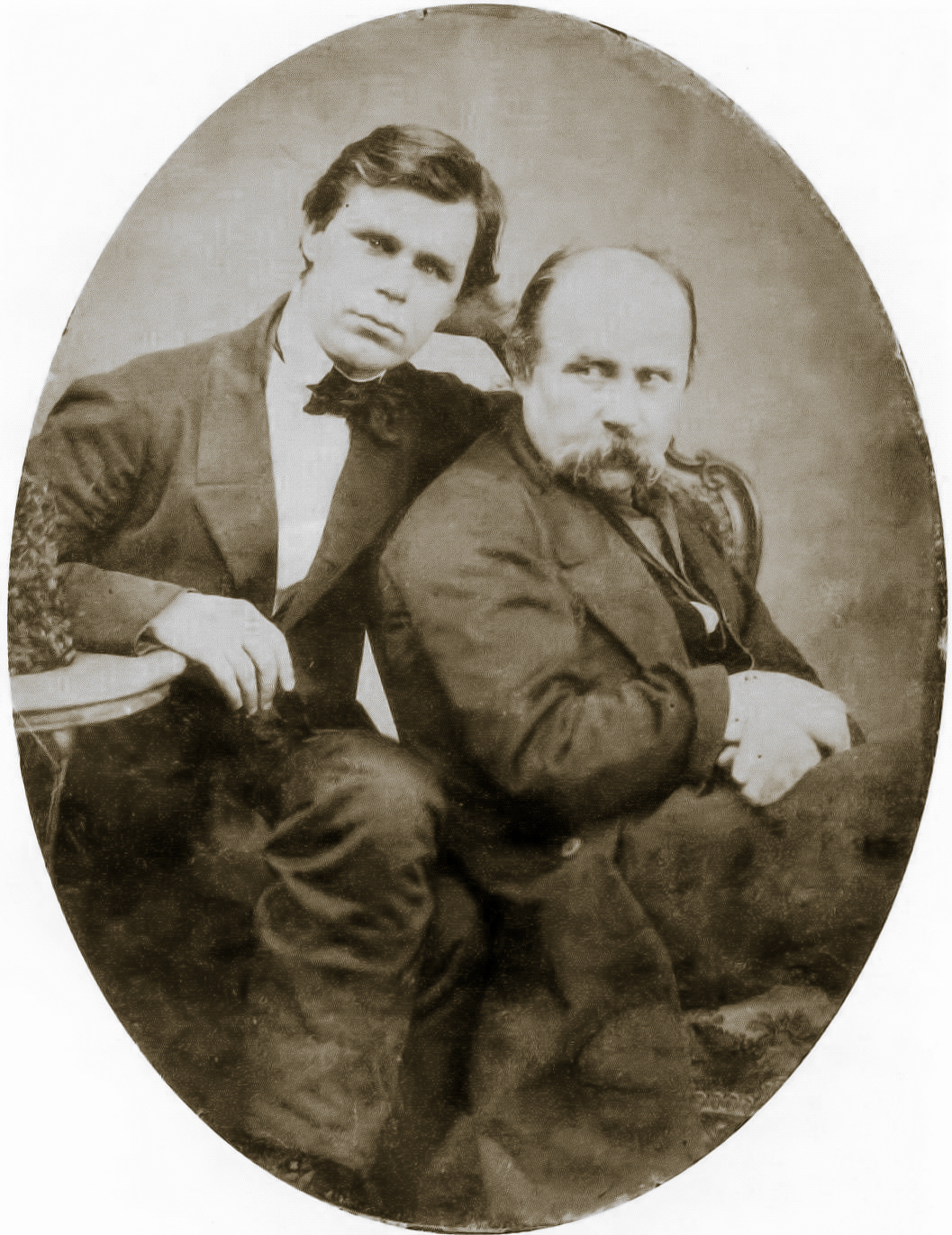
Честаховский и Тарас Шевченко. 1860

Аттестат о звании неклассного художника исторической и портретной живописи Честаховский получил только в сентябре 1855 года. В 1858 году в Петербург вернулся из ссылки Тарас Шевченко, и с тех пор «Гриша» Честаховский стал его закадычным другом, часто посещал поэта в его мастерской, а после смерти Шевченко взял на себя обязанности главного распорядителя похорон.
Честаховский поселился неподалёку от могилы на Чернечей горе, однако через несколько месяцев после разговора с киевским генерал-губернатором князем Илларионом Васильчиковым вынужден был вернуться в Петербург, обязавшись больше никогда не появляться в Киевской губернии. Причиной этого стал большой переполох среди местных помещиков-поляков, которых напугало массовое паломничество к могиле Шевченко, а также слухи, что в гробу на самом деле спрятаны посвящённые ножи, за которые якобы вот-вот возьмутся крестьяне, и тогда начнётся новая «гайдаматчина». Честаховский, который распространял среди простых людей книжечки со стихами Тараса Шевченко, невольно оказался в роли главного подстрекателя, хотя на самом деле он был сторонником не бунта, а повиновения и образования.
После многих лет службы в Петербурге Честаховский почти безвыездно последние десять лет жизни прожил в Качановке, где его приютил Василий Тарновский. Честаховский умер в марте 1893 года в Петербурге. Его тело Василий Тарновский перевез в Качановку, где его похоронили в парке.

## Картины
- «Крестьяне у гроба Т. Шевченко» (1861)
- «Гроб Т. Шевченко в пути» (1861)
- «Гроб Т. Шевченко на пароходе в дороге к Каневу» (1861)
- «Гроб Т. Шевченко в церкви» (1861)